# Davo Karničar
Davorin Karničar, detto Davo (Zgornje Jezersko, 26 ottobre 1962 – Zgornje Jezersko, 16 settembre 2019), è stato un alpinista e scialpinista sloveno.
È famoso in particolare per aver compiuto la prima discesa senza interruzione dalla cima dell'Everest, per il versante sud in cinque ore, il 7 ottobre 2000, e per aver realizzato tra il 2000 e il 2006 la discesa con gli sci di tutte e sette le Seven Summits, le montagne più alte per ciascuno dei sette continenti.

## Biografia
Come sciatore alpino fu membro del Team di Sci Alpino Nazionale dal 1975 al 1982. È alpinista dal 1980 e ha finora registrato 1400 scalate e discese sciistiche.
Nel seguente elenco le discese di tutte le Seven Summits, impresa completata da Karničar per primo tra il 2000 e il 2006:
- Monte Everest (8.848 m), Asia, 7 ottobre 2000
- Kilimangiaro (5.895 m), Africa, novembre 2001
- Monte Elbrus (5.642 m), Europa, maggio 2002
- Aconcagua (6.960 m), Sud America, gennaio 2003
- Monte Kosciuszko (2.228 m), Australia, agosto 2003
- Monte McKinley (6.194 m), Nord America, giugno 2004
- Massiccio Vinson (4.897 m), Antartide, 28 novembre 2006

Le altre cime significative da cui egli sciò includono il versante nord-est dell'Eiger, il versante est del Cervino e il Monte Bianco. A febbraio 2001 aprì la prima scuola sci per i bambini del Nepal sul ghiacciaio Khumbu.